# 戦国ロック 疾風の女たち
『戦国ロック 疾風の女たち』（せんごくロック はやてのおんなたち）は1972年12月27日公開の日本映画。カラー、シネマスコープ。上映時間80分。日活が製作・配給した日活ロマンポルノ。

## 概要
日活ニューアクションを牽引し、後に「西部警察」「あぶない刑事」「相棒」など数多くの大ヒットドラマを手掛ける長谷部安春監督の初ロマンポルノ作品となった戦国ポルノ活劇。1972年の年末に、お正月の大作として公開された。戦国乱世を疾走する女群盗たちの姿を鮮烈に描く。
2012年には、日活百周年のイベント「生きつづけるロマンポルノ」の１作品として、渋谷オーディトリウムほか全国多くの映画館でリバイバル上映された。

## スタッフ
- 企画：伊藤亮爾
- 脚本：大和屋竺、藤井鷹史
- 撮影：森勝
- 美術：松井敏行
- 録音：長橋正直
- 照明：直井勝正
- 編集：鈴木晄
- 音楽：月見里太一（鏑木創）、杉田一夫
- 助監督：白井伸明
- 色彩計測：水野尾信正
- 現像：東洋現像所
- 製作進行：斉藤英宣
- 監督：長谷部安春
- スチール：目黒裕司（ノンクレジット）
- 技斗：田畑善彦

## キャスト
- えん：田中真理
- ねね：山科ゆり
- しの：続圭子
- 弥生の母：花柳幻舟
- うめ：相川圭子
- すずめ：しまさより
- 於寧：真湖道代
- 弥生：宗像笙
- 天魔太郎：梶健司
- 新田の次郎：荒戸源次郎
- 三川裕之
- さくら：大山節子
- 三途の三郎：五條博
- 六角地蔵：木夏衛
- 八相陣十郎：長弘
- 舎利仏玄馬：溝口拳
- 戸田伝八郎：白井鋭
- 雪丘恵介
- 荷駄隊の武士：小林亘
- 武士：中平哲仟、田畑善彦
- 嘉六：北上忠行
- 手の者：谷口芳昭
- 氷室政司
- 佐藤了一
- 山岡正義
- 市原久
- ジェームズ・マーチン
- ブリエンス・ロジャー

## 同時上映
『哀愁のサーキット』
監督：村川透　脚本：古屋和彦、村川透　主演：峰岸徹